# Edsåns naturreservat
Edsåns naturreservat är ett naturreservat i Strömsunds kommun i Jämtlands län.
Området är naturskyddat sedan 2020 och är 133 hektar stort. Reservatet ligger nordväst om Strömsund vid Ströms Vattudal och består av Edsån som omges av Barrskog och våtmarker